# Blackheath Football Club
Maillots
Dernière mise à jour : 15 janvier 2016.
Blackheath Rugby Club est un club de rugby anglais basé à Blackheath dans le sud-est de Londres qui évolue actuellement en Troisième Division (National Division 1).

## Histoire
Blackheath Rugby Club fut l’un des plus prestigieux clubs d’Angleterre aux débuts du rugby. Fondé en 1858 sous le nom de Blackheath Football Club, c’est aussi l’un des plus anciens du Royaume-Uni et du monde. À l’origine, on trouve d’anciens élèves d’une école privée, la Blackheath Proprietary School, fondée en 1831 pour la bourgeoisie du faubourg de Blackheath alors en pleine expansion. Si l’école a fermé en 1907, le club de rugby, lui, existe toujours. Blackheath devint d'ailleurs le premier club dit « ouvert », c'est-à-dire acceptant quiconque voulait s’inscrire.
Blackheath fut aussi à l’origine du schisme entre football et rugby. Le 26 octobre 1863, le club participa à la fondation de la fédération anglaise de football, la Football Association (FA) à Londres. L’un des objectifs était d’unifier les règles et d’adopter celles qui seraient les plus « acceptables » à l’intérieur d’un cadre commun, les fameuses « lois du jeu ». Le trésorier fut un membre de Blackheath, Francis Maude Campbell. Mais rapidement, Campbell se trouve en opposition avec la direction prise par les débats car la majorité entend adopter les « Cambridge Rules » qui bannissait l’utilisation des mains et la limitation des contacts. Or, si Blackheath était prêt à des concessions, il n’était pas question d’éliminer le « hacking », c’est-à-dire les contacts directs, que lui et son club considéraient comme essentiel. Blackheath avait rédigé son propre code et l’article 10 stipulait ainsi : « S’il est autorisé de tenir tout joueur pris dans un regroupement (scrimmage), il est en revanche interdit d’essayer d’étrangler ou d’asphyxier, car cela va à l’encontre des principes du jeu » (sic). Bref, interdire le « hacking » revenait à dévoyer la pratique en lui ôtant « le courage et le cran ». Campbell déclara lors d’un réunion de la FA : « Je me fais fort de vous amener un grand nombre de Français [sic] qui vous battront après une seule semaine d’entraînement ». De ce fait, lors de la sixième réunion de la FA, Campbell annonça que son club se retirait pour pouvoir continuer à pratiquer « son » football. C’est ainsi que Blackheath joua un rôle majeur dans l’établissement des sports d’équipe modernes, en s’attachant à ce qui allait devenir le « rugby football », c’est-à-dire le football joué selon les règles de l’école privée de la ville de Rugby.
D’autre clubs suivirent Blackheath, notamment le Richmond Football Club. Les affrontements bisannuels avec Richmond, sans doute le plus ancien affrontement régulier entre deux clubs de l’histoire du rugby, sont instaurés en 1863. Le 26 janvier 1871, des représentants de Blackheath se retrouvèrent, à l’instigation des dirigeants de Richmond, au restaurant Pall Mall dans le centre de Londres pour créer avec les délégués de dix-neuf autres clubs la fédération anglaise de rugby à XV - Rugby Football Union - pour mettre au point un « code de pratique », c’est-à-dire des règles unifiées pour le rugby. À ce jour, seuls sept des vingt clubs ont survécu, dont Blackheath.
Blackheath fut le géant de la fin du XIXe siècle et du début du XXe. Lorsque quatre clubs écossais envoyèrent un défi en 1871, demandant un affrontement à 20 contre 20, c’est Blackheath qui accepta au nom de six clubs anglais (Richmond, West Kent, Marlborough Nomads, Clapham Rovers, Ravenscourt). C’est ainsi qu’eut lieu le premier match international de l’histoire. Quatre joueurs de Blackheath y prirent part. L’un d’entre eux, Frederick Stokes, eut l’honneur d’être le premier capitaine de l’équipe anglaise. En 1881, c’est sur son terrain qu’eut lieu le premier match entre l’Angleterre et le pays de Galles.
Les résultats étaient à la hauteur. Ainsi entre 1876 et 1881, il disputa 83 matches pour 68 victoires, 9 nuls et 6 seulement défaites. En 1895, neuf de ses joueurs font partie de l’équipe qui affronte l’Écosse.
Blackheath s’installe à Rectory Field dès 1877 et il y est toujours.
Le déclin survient après la Seconde Guerre mondiale.

## Palmarès
- Champion d’Angleterre (non officiel) : 1932-33 (invaincu)

## Joueurs célèbres
- Arthur Budd
- Mickey Skinner
- Frederick Stokes
- Damien Patot